# Jean-Paul Le Bihan
Pour les articles homonymes, voir Le Bihan.
Œuvres principales
- Archéologie d’une île à la pointe de l’Europe, Ouessant (2001-2010-2020)
- Archéologie de Quimper, matériaux pour servir l’Histoire (2005-2012)
- Cheveux d’ange (2022)

Jean-Paul Le Bihan, né le 6 septembre 1944 à Saint-Brieuc, est un enseignant en histoire-géographie et archéologue et écrivain français.

## Biographie
Il naît à Saint-Brieuc en 1944.
En 1970, il se lance dans l'archéologie en amateur.
Il organise en 1986, une exposition sur les Celtes à l'abbaye de Daoulas.
Depuis 1990, il est directeur du Centre de recherche archéologique du Finistère.
Il participe à deux campagnes de fouille, la première en 1996 et la seconde en 1997 durant un mois, sur les rives du Don.
En 2022, il publie l'ouvrage Aux origines de Ouessant, Une aventure archéologique sur le travail des fouilles de Mez Notariou.

## Publications

### Archéologie
- Villages gaulois et parcellaires antiques au Braden en Quimper, Quimper, éditions du CERAQ, 1984, épuisé.
- Au temps des Celtes, catalogue d’exposition, Daoulas, Centre culturel Abbaye de Daoulas, Daoulas, 1986, épuisé.
- Aux origines de Quimper, Quimper, Ville de Quimper éditrice, 1987, épuisé
- Rome face aux Barbares, catalogue d’exposition, Daoulas, Centre culturel Abbaye de Daoulas, 1993, épuisé.
- Archéologie d’une île à la pointe de l’Europe, Ouessant, tome 1 : Le site de Mez-Notariou et le village du premier âge du Fer, Quimper, éditions du CRAF, 2001.
- Archéologie de Quimper, matériaux pour servir l’Histoire, tome 1 : De la chute de l’empire romain à la fin du Moyen Âge, Quimper, éditions du CRAF, 2005.
- Routes du monde et passages obligés, actes du colloque international d’Ouessant 2007 (dir.), Quimper, éditions du CRAF, 2009
- Archéologie d’une île à la pointe de l’Europe, Ouessant, tome 2 : L’habitat de Mez-Notariou, des origines à l’âge du Bronze, Quimper, éditions du CRAF, 2010.
- Archéologie de Quimper, matériaux pour servir l’Histoire, tome 2 : Au temps de l’empire romain, Quimper, éditions du CRAF, 2012.
- Archéologie d’une île à la pointe de l’Europe, Ouessant, tome 3 : L’agglomération de Mez-Notariou, du Bronze final III aux débuts de l'époque gauloise, Quimper, éditions du CRAF, 2010.
- Aux origines d'Ouessant, une aventure archéologique, Porspoder, éditions Géorama, 2022
- Atlas archéologique de Quimper, Fouesnant, éditions Embanner, 2022
- Jean-Paul Le Bihan, Un archéologue en Russie au temps de Boris Eltsine, Éditions Pétra, coll. « Journaux », 2015 (ISBN 978-2-84743-116-2)

### Récits autobiographiques et de voyages
- Un archéologue en Russie au temps de Boris Eltsine, Paris, éditions Petra, 2015
- Sur le quai de Soukhoum, murmures d’Abkhazie, Porspoder, éditions Géorama, 2016
- Le collégien, Paris, éditions Petra, 2018
- Archéologue, hasard et destinée, Paris, éditions Petra, 2019
- Altaï, la montagne d’Or, Porspoder, éditions Géorama, 2019
- Cheveux d’ange, Paris, éditions PETRA, 2022

### Poésie
- Océans, Paris, éditions Petra, 2016.
- Le sang séché des morts, (accompagné par le peintre Henri Girard), Paris, éditions Petra, 2018
- Archéo poésie, (accompagné par le peintre Henri Girard), Paris, éditions Petra, 2019
- Pech Merl II, livre d’artiste avec Serge Gicquel, Spézet, Ligne de légende, 2022

### Essais - catalogues
- Un archéologue, entretiens imaginaires, Rostov-sur le Don, Médiapolis, 2010.
- Empreintes, mémoire d’île, (en collaboration avec le peintre Henri Girard), Quimper et Ouessant, éditions du CRAF et du CEMO, Quimper et Ouessant, 2017
- L’archéologie en questions, Paris, éditions Pétra, 2020